# Sphinx pygmée
Thyris fenestrella
Espèce
Le Sphinx pygmée (Thyris fenestrella) est un insecte lépidoptère (papillon) diurne de la famille des Thyrididae.
C'est une espèce de petite taille caractérisée par des lucarnes alaires translucides. Les adultes volent de mai à août. La chenille verte vit sur les clématites.

## Description

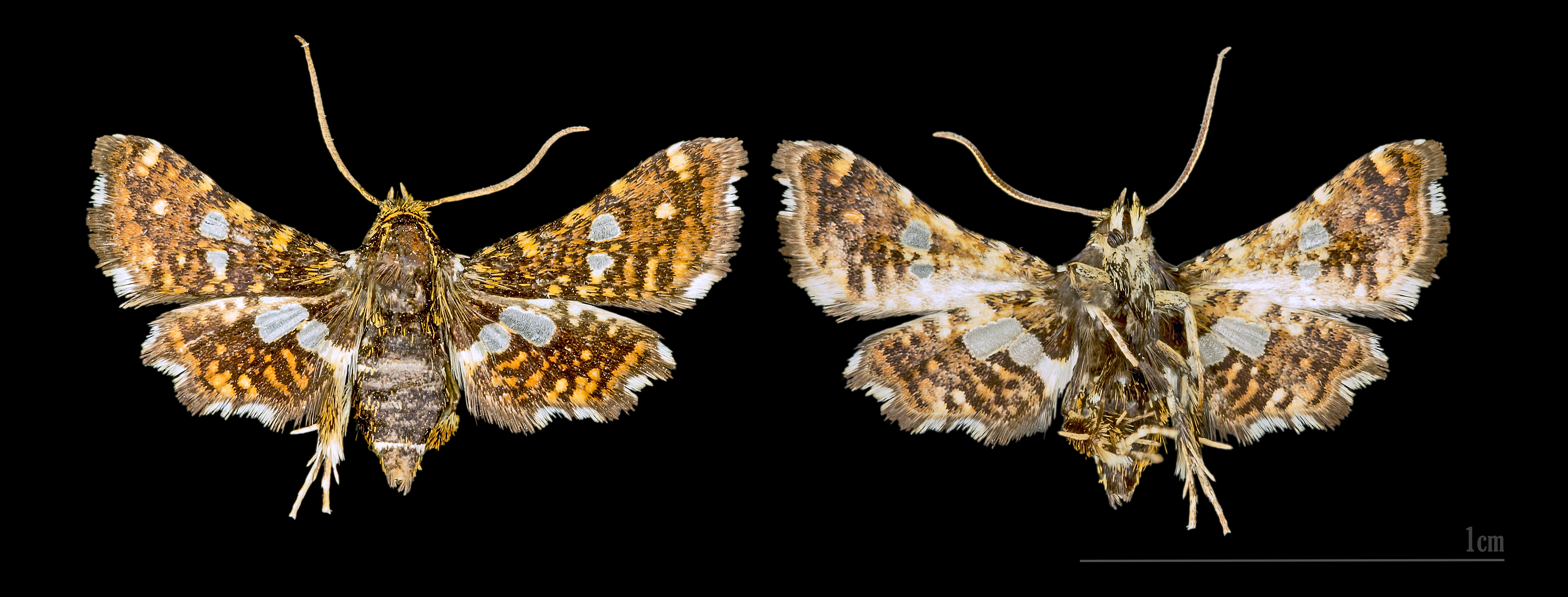
Sphinx pygmée, Claix (Isère) Muséum de Toulouse

## Systématique
L’espèce Thyris fenestrella a été décrite par l’entomologiste italien Giovanni Antonio Scopoli en 1763.